# Абдраманова Куланда
Куланда Абдраманова (нар. 1920, Імені Нагі Ільясова — пом. 1995, Кизилорда) — казахська радянська колгоспниця; Герой Соціалістичної Праці.

## Біографія
Народилася 1920 року в селі Імені Нагі Ільясова Перовського повіту Сирдар'їнської області Туркестанської АРСР РСФРР (нині Сирдар'їнський район Кизилординської області Казахстану). Казашка. Упродовж 1938—1948 років працювала працювала у місцевому колгоспі імені Карла Маркса. В роки німецько-радянської війни очолила рільничу ланку з вирощування зернових культур. За підсумками роботи у 1948 році її ланка отримала врожай пшениці 34 центнери з гектара на поливній площі 18 гектарів.
Указом Президії Верховної Ради СРСР від 20 травня 1949 року за отримання високих урожаїв пшениці, рису, цукрових буряків та картоплі в 1948 році Абдрамановій Куланді присвоєно звання Героя Соціалістичної Праці з врученням ордена Леніна (№ 103 305) та золотої медалі «Серп і Молот» (№ 3 707).
Після закінчення у 1952 році агрономічного відділення Уральської середньої сільськогосподарської школи з підготовки агрономів та голів колгоспів працювала агрономом у рідному колгоспі імені Карла Маркса. З 1955 року і до виходу на пенсію працювала заготівельницею на Кизилординській взуттєвій фабриці. 13 грудня 1972 року нагороджена орденом Трудового Червоного Прапора. Померла у Кизилорді 1995 року.